# Dopiewo (plaats)
Dopiewo is een plaats in het Poolse district  Poznański, woiwodschap Groot-Polen. De plaats maakt deel uit van de gemeente Dopiewo en telt 2640 inwoners.

## Verkeer en vervoer
- Station Dopiewo